# تداول اجتماعي
التداول الاجتماعي هو شكل من أشكال الاستثمار الذي يسمح للمستثمرين بمراقبة السلوك التجاري لأقرانهم والمتداولين الخبراء، ومتابعة استراتيجياتهم الاستثمارية باستخدام طريقة نسخ التداول أو مرآة التداول. والدخول في مجال التداول الاجتماعي لا يتطلب منك كمبتدئ سوى معرفة القليل أو حتى عدم المعرفة بالأمور المتعلقة بأسواق المال، كما وصف المنتدى الاقتصادي العالمي هذا النوع من التداول بأنه بديل متطور ومنخفض التكلفة لمديري الثروات التقليدية.

## التاريخ
كانت إيتورو واحدة من أول منصات التداول الاجتماعي التي تم إطلاقها عام 2010، تليها ويكيفوليو التي انطلقت عام 2012.

### الابحاث
يانيف ألتشولر، الباحث وعالم الكمبيوتر في معهد ماساتشوستس للتكنولوجيا كان قد وصف شبكات التداول الاجتماعي بأنها أنظمة تكيفية معقدة، وفي بحث أجراه عام 2014 على لمنصة السجل المفتوح التابعة لـ إيتورو، ذكر أنه «في إطار القدرة على تبادل الأفكار والمعلومات بين الأشخاص، يتم إعطاء مستخدمي منصة السجل المفتوح مصدراً جديداً للمعلومات التي يمكنهم استخدامها لتعزيز أدائهم في التداول. نظراً لأن المستخدمين لا يضاربون ضد بعضهم البعض وإنما ضد السوق نفسه، فهذا الوضع يعني أن نهاية اللعبة لن تكون بمحصلة صفر، وبالتالي يحفز ذلك المستخدمون على مشاركة أكبر قدر ممكن من المعلومات.» وخلص بحثه إلى أن «التداول الاجتماعي يوفر فرصاً للربح أفضل من التداول الفردي»، ورغم اتخاذ المستخدمون «قرارات ممتازة لكنها ليست مثالية في بعض الأحيان لجهة اختيار الخبراء بعد اطلاعهم على خيارات الاخرين».
وصف تقرير المنتدى الاقتصادي العالمي لعام 2015، التداول الاجتماعي بأنها اختلالات برزت «لتقديم بدائل متطورة منخفضة التكلفة ومتطور لمديري الثروات التقليدين. وتلبي هذه الحلول احتياجات قاعدة أوسع من العملاء، وتمكنهم من التحكم بشكل أكبر في إدارة ثرواتهم،» و«تشكل تهديداً ملموساً للممارسات التقليدية في اسلوب إدارة الثروات».
وتوقع الاقتصادي الأمريكي نورييل روبيني في عام 2016 بأن "أشكال الاستثمار الحديثة، مثل الاستثمارات المسؤولة اجتماعياً والتداول الاجتماعي" ستؤدي نوعاً ما إلى أكبر نمو في هذا المجال خلال الأعوام القادمة."
وجدت دراسة أجرتها جامعة سانت جونز عام 2017 أن المتداولين «القادة»، أو هؤلاء الذين لديهم متابعين، هم أكثر عرضة لظاهرة تعرف باسم تأثير حب الحكم من أولئك المستثمرين الذين لا يتبعهم أي متداول آخر، وحسب اقتراح المؤلفين، يمكن شرح ما تم رصده خلال الدراسة بأن «القادة يشعرون بالمسؤولية تجاه أتباعهم ويحرصون على عدم خذلان هؤلاء، أو فقدانهم بسبب قبول قرار استثماري سيئ، أو التشكيك بثقتهم في الخيارات الاستثمارية التي طرحوها، أو محاولة القادة الجدد التأثير على صورتهم الشخصية عند هؤلاء الأتباع».

## الخصائص
التداول الاجتماعي هو وسيلة بديلة لتحليل البيانات المالية من خلال النظر إلى ما يفعله المتداولون الآخرون ومقارنة ونسخ تقنياتهم واستراتيجياتهم. قبل ظهور التداول الاجتماعي، كان المستثمرون والتجار يعتمدون على التحليل الأساسي أو الفني لتشكيل قراراتهم الاستثمارية. وباستخدام التداول الاجتماعي، بات بإمكان المستثمرين والمتداولين الانخراط في المؤشرات الاجتماعية لعملية اتخاذ القرارات الاستثمارية وذلك من خلال تداول بيانات المتداولين الآخرين. ويمكن اعتبار منصات أو شبكات التداول الاجتماعي فئة فرعية من الشبكات الاجتماعية عبر الإنترنت.
يسمح التداول الاجتماعي للمتداولين بالتداول عبر الإنترنت بمساعدة الآخرين، وفي نظر البعض يعد اختصاراً لمنحنى تعلم التداول من مبتدئين إلى متداولين ذوي خبرة. يمكن للمتداول التفاعل مع الآخرين ومتابعتهم وهم يعقدون الصفقات، ثم تكرار هذه الصفقات، ومعرفة ما الذي دفع المتداول الأفضل إلى إجراء صفقة في المقام الأول. وعن طريق نسخ الصفقات، يمكن للمتداولين معرفة الاستراتيجيات المناسبة. ويستخدم التداول الاجتماعي للقيام بالمضاربة. ومن الناحية الأخلاقية، تعتبر المضاربة ممارسة سلبية يتجنبها أي فرد  والذي يجب أن يتجنب أي نوع من المضاربة قصيرة الأجل، ويحافظ على أفق بعيدة المدى.
يوجد ثلاثة أنواع رئيسية من التداولات:
- التداول الفردي (أو غير الاجتماعي): ينجز المتداول (أ) صفقة عادية بنفسه أو بنفسها;
- نسخ الصفقة: ينجز المتداول (أ) الصفقة ذاتها التي قام بها المتداول (ب) كصفقة واحدة (iii) ;
- مرآة التداول: ينفذ المتداول (أ) بشكل تلقائي إستراتيجية المتداول (ب) عند القيام بالصفقة، أي أن المتداول (أ) يتبع تماماً أنشطة المتداول (ب).

تسمح الخيارات الأخرى المتنوعة التي توفرها بعض المنصات للمستخدمين بنسخ محفظة المتداول (نسخ المحفظة)، واتباع طريقة توزيع الأسواق (نسخ توزيع الأسواق)، فعندما يقوم المتداول الذي لديه أتباع أو متتبعين الأموال من حسابه، سيتم سحب مبلغ نسبي من رصيد أتباعه، في الوقت الحقيقي. <

## الميزات الرئيسية
- تدفق المعلومات: يشمل التداول الاجتماعي التدفق الحر للمعلومات بين المستثمرين الماليين الأفراد. يعد الوصول غير المرتبط إلى المعلومات أمراً هاماً في مجال التداول المالي [ ما يجعل التبادل الحر للمعلومات ذو أهمية بالنسبة للمستثمرين الصغار.
- التداول التعاوني: يتيح التداول الاجتماعي للمتداولين فرصة العمل معاً ضمن فرق تداول التي يمكنها الاستثمار والتداول في الأسواق بشكل تعاوني، سواء من خلال جمع الأموال أو تقسيم البحث أو من خلال تبادل المعلومات.
- التسييل: فيما يخص الشبكات الاجتماعية بالمعنى الأوسع، فإن استراتيجيات تحقيق الدخل لا تكون واضحة دائماً، وعليه من الممكن تحقيق قيمة على المدى البعيد من خلال تنوع وعمق البيانات الخاصة بمستخدمي هذه الشبكات أو المواقع والتي من المرجح أن تخلق مجتمعاتهم النشطة والفعالة.[12]
- الشفافية: تكشف منصات التداول الاجتماعي عن إحصائيات أداء المتداولين، والمراكز المفتوحة والسابقة، ومعنويات السوق، ما يمنح الأعضاء معلومات كاملة لتقييم مصداقية المساهمين الذين يتبعونهم على المنصة.